# Osiemnastozgłoskowiec
Osiemnastozgłoskowiec – rozmiar wierszowy, składający się z osiemnastu sylab, występujący w różnych konfiguracjach akcentowych. W klasycznym polskim sylabizmie nie był znany. Pojawił się w XX wieku jako rozmiar wierszy sylabotonicznych, między innymi sześciostopowca amfibrachicznego. W literaturze współczesnej coraz bardziej popularny jest też osiemnastozgłoskowiec jambiczny, będący podwojeniem dziewięciozgłoskowca jambicznego. Osiemnastozgłoskowca 18 [9 (4 + 5) + 9 (4 + 5)] Stanisław Ciesielczuk użył w wierszu Łowcy. 
W niezliczonych ruchliwych lustrach rzeczywistość jak sen się mieni,
Każda chwila łudzi inaczej, każda droga błądzi manowcem.
Coraz inne rzucają sieci w nieskończoną otchłań przestrzeni,
Coraz inne sidła na wszechświat zastawiają tragiczni łowcy.
Amfibrachicznego osiemnastozgłoskowca użył Lucjan Rydel w Hymnie do Dionizosa. Pojawia się on w tłumaczeniach z greki lub łaciny jako odpowiednik heksametru. W ten właśnie sposób fragment Eneidy Wergiliusza, opowiadający o śmierci kapłana Laokoona i jego dwóch synów, przełożyła Kaja Bryx. Przekład został włączony do dwujęzycznej antologii Musa Latinitatis. Pojedyncze osiemnastozgłoskowe wersy zastosował w swoich nieregularnych wierszach amfibrachicznych Jan Bolesław Ożóg.